# جوني غرين (مخرج)
جوني غرين (بالإنجليزية: Johnny Green)‏ هو مخرج بريطاني، ولد في 25 مايو 1967 في مانشستر في المملكة المتحدة.